# Jason Smyth
Jason Smyth, né le 4 juillet 1987 à Londonderry en Irlande du Nord, est un athlète irlandais et britannique. Il est aujourd'hui l'athlète paralympique le plus rapide de l'histoire depuis la finale du 100 mètres des Jeux paralympiques d'été de 2012 à Londres, dans la catégorie T13 (malvoyants), avec un record du monde de 10s46.

## Carrière
Affecté par la maladie de Stargardt à l'âge de huit ans, il perd dès lors progressivement la vue. Il se met à l'athlétisme à l'âge de 17 ans.
Étant nord-irlandais, il pouvait représenter soit le Royaume-Uni, soit l'Irlande aux Jeux paralympiques. Il représente l'Irlande aux Jeux paralympiques d'été de 2008 à Pékin, remportant l'or au 100 et 200 mètres hommes (catégorie T13). Lorsqu'il prend part aux Championnats d'Europe d'athlétisme 2010, il est le premier athlète paralympique à y participer parmi les valides. Il atteint les demi-finales, où il termine sa course quatrième.
Aux Jeux paralympiques de Londres en 2012, Jason Smyth devient l'athlète paralympique le plus rapide de l'histoire lors de la finale du 100 m T13, avec un record du monde de 10 s 46. Il s'impose ensuite dans la finale du 200 m en 21 s 05, pulvérisant  son propre record du monde (21 s 43 en 2008 à Pékin).
Jason Smyth, qui s'entraîne en Floride avec l'Américain Tyson Gay (2e homme le plus rapide de tous les temps sur 100 m ex aequo avec le Jamaïcain Yohan Blake mais derrière le Jamaïcain Usain Bolt), avait manqué de peu (0,04 s.) une sélection aux Jeux olympiques pour 2012.
Aux Championnats du monde d'athlétisme handisport 2013 à Lyon, Smyth remporte l'or sur 100 mètres et 200 mètres (T13).
Il se qualifie pour participer parmi les valides aux Jeux du Commonwealth de 2014 à Glasgow. Il participe à la délégation nord-irlandaise, et prend part aux épreuves du 100 mètres, du 200 mètres et du relai 4x100 mètres.